# Lili Iskandar
Layla "Lili" Pascal Iskandar (arabisk: ليلى "ليلي" باسكال اسكندر; født 16. maj 2002) er en kvindelig libanesisk fodboldspiller, der spillet midtbane for danske HB Køge i Gjensidige Kvindeligaen.
Hun startede hendes fodboldkarriere i Libanon i Salam Zgharta i sæsonen 2018-19, hvor hun scorede 10 mål, inden Iskandar skiftede til de libanesiske mestre fra SAS. I hendes første sæson i klubben, var hun med til at vinde klubbens femte mesterskab, hvor hun denne gang scorede 15 mål i sæsonen.
Den 9. juli 2021, skrev hun under på en 1-årig kontrakt med de nykårede danske mestre fra HB Køge i Gjensidige Kvindeliga.